# 観音寺町
観音寺町（かんおんじちょう）は、香川県三豊郡に属していた町。

## 歴史
- 1890年（明治23年）2月15日 - 町村制施行により豐田郡觀音寺村（かんおんじむら）、伊吹島村（いぶきじまむら）が合併して、觀音寺町が誕生。
- 1899年（明治32年）3月16日 - 豐田郡が三野郡と合併し、三豐郡となる。
- 1949年（昭和24年）1月1日 - 伊吹島が伊吹村として分離。
- 1950年（昭和25年）3月16日 - 町内に昭和天皇の戦後巡幸。有明運動場に観音寺町奉迎場を設けて昭和天皇を迎えた[3]。
- 1955年（昭和30年）1月1日 - 三豊郡常磐村、高室村、柞田村と合併し観音寺市を新設して消滅。

## 町長
- 西山彰